# EURAD
EURAD, Europe against drugs, organisation bildad 1988 av olika europeiska föräldraorganisationer mot narkotika. Organisationens mål är att "bekämpa legaliseringspropagandan och motverka narkotikaspridningen i det gränslösa Europa".
Svensk medlemsorganisation är Riksförbundet Narkotikafritt Samhälle.